# ひかり (星村麻衣の曲)
「ひかり」は、星村麻衣の楽曲で、14枚目のシングル。2008年8月20日にSME Recordsから発売された。

## 解説
前作「regret」から2か月ぶりで、移籍第5弾となるシングル。なお、翌年に星村は所属事務所およびレーベルとの契約を終了しているため、本作がSME Recordsからリリースされた最後のシングルとなった。
リリース前後にはメディアへの出演や、フリーライブなどの出演を積極的に行った。これらに出演の際、裸足でピアノを弾いていたため、各種メディアで「裸足のピアノガール」の愛称で紹介されるようになった。
音楽配信サイトmoraでは、配信開始から1か月を経過しても10位前後をキープしていた。

## 収録曲
1. ひかり
作詞・作曲：星村麻衣、シライシ紗トリ　編曲：シライシ紗トリ、千住明
  - TBS系日曜劇場ドラマ『Tomorrow〜陽はまたのぼる〜』主題歌。ドラマのタイアップは2005年の「EVERY」以来となる。
  - ドラマの主題歌として書き下ろされた楽曲。ドラマのテーマである「地方医療、赤字病院の再建」から生まれる人間ドラマの内容が反映されており、今作の制作にあたっては、彼女として初めて撮影現場や舞台となった病院を実際に訪れて取材を行った[7]。
2. Hello
作詞・作曲：星村麻衣、編曲：鈴木Daichi秀行
3. ひかり (Instrumental)
4. Hello (Instrumental)

## 楽曲の収録アルバム
オリジナル
- 『MY LIFE』 (#1)

ベスト
- 『PIANO&BEST』 (#1)
  - 原曲と、アコースティックにアレンジされたヴァージョンを収録。